# Autophylla
Autophylla là một chi bướm đêm thuộc họ Geometridae.

## Các loài
- Autophylla pallida Warren, 1894